# Népi irodalom Erdélyben
Népi irodalom Erdélyben (1918–1989) – az írásbeliségnek az az ága, mely a népnyelv, népdal, népköltészet, népi hiedelmek és szokások, népművészet hagyományos közösségi kultúráját eredetiségében tudományosan rögzíti, annak elemeiből új, korszerű nemzeti művelődést gyarapít, a népi életmód folyamatosságát magasabb fokon biztosítja, s egyben az elmaradt vidéki lakosság öntudatos társadalmi fellépését és érvényesülését mozdítja elő.

## A két világháború közt
Kriza János népköltészeti gyűjtése, Szentiváni Mihály dalai, Bartók Béla és Kodály Zoltán népzene-feldolgozásai, Benedek Elek mesegyűjteményei, Ady Endre, Móricz Zsigmond és Szabó Dezső írói úttörése megalapozták az 1919 után saját államiságából kiszakadt s néptömegeiben új támaszt kereső fiatal kisebbségi magyar értelmiség népi irodalmának kibontakozását a Felvidéken, Erdélyben és a Vajdaságban egyaránt.
Az induló mozgalmaknak új lendületet adott a Magyarország Felfedezése sorozattal jelentkező s a parasztság sorskérdéseit felvető anyaországi áramlat. Erdélyben akkor még eleven volt a folklór, s ez lényegesen hozzájárult itt is a népi irodalom kibontakozásához. Kós Károly fogékonysága esetében a népi érdeklődés a néppárti szervezkedéstől egy sajátos építészeti stílusteremtésen át a transzilván kölcsönhatásokig terjedt, művészi és irodalmi alkotásokat hagyva maga után. Nyomában Debreczeni László műemlékvédelme, Seprődi János, Domokos Pál Péter, Veress Gábor, Járdányi Pál népdalgyűjtései, Bándy Mária és Vámszer Géza székely táncoskönyve, Makkai Endre és Nagy Ödön vallási néphagyomány-bemutatásai széles teret nyitottak népismeretünk számára.
A szépirodalomban a székely írócsoport emelte művészetté a népi világ értékeit. A csoport szellemi atyja, Benedek Elek már 1929-ben kiadta a jelszót egy véndiáktalálkozón: "Ki a faluba!", s ez a kisebbségi helyzetben létmentő feladatnak bizonyult. Nyirő József stilizáló ereje, Tompa László sorsformáló lírája, Kacsó Sándor kisebbségi humánuma jellemzi ezt a csoportosulást, melynek irányzata Tamási Áron írói teljesítményével jutott az erdélyi magyar irodalom élére. "Az új népi írók a népi szellemet a legművészibb és legmodernebb formában fejezik ki. Nincs szükségük magyarkodásra, a magyarságot az emberen keresztül látják, éppen ezért ők a legeurópaiabbak" – vallotta 1934-ben Tamási egy Féja Gézával folytatott beszélgetésben. A népi irodalom művészi áttételei mellett Bözödi György az újabb nemzedék valóságfeltárásával, a Székelyföld társadalomrajzi felfedezésével jelentkezett, Balázs Ferenc mészkői falumunkájával, Venczel József a Gusti-féle román falumonográfia magyar párhuzamát képviselő szociológiai kutatásaival hívta fel a közfigyelmet.
A már kisebbségi körülmények közt felnövő fiatalok a népi irodalom jegyében kezdték el a falukutatás erdélyi módszereinek kidolgozását. Az Erdélyi Fiatalok éppen úgy, mint tőle jobb felől a Hitel, bal felől a Korunk világnézeti különbségeik ellenére átvették és továbbították a csehszlovákiai Sarló és a magyarországi falukutatók népi irodalmát, s ez a közös vonás segítette elő a vásárhelyi találkozó megrendezését.

## A második világháború után
A második világháború alatt a kolozsvári Termés irodalompolitikája "harmadik utas"-ra szűkítette ugyan a népi irodalom szerepét, munkatársi gárdájából azonban az 1944-es fordulat után Szabédi László értelmiségi, Kiss Jenő lírai, Asztalos István valóságközlő és Horváth István paraszti jellegű szemléletével cselekvően bekapcsolódott az MNSZ új művelődéspolitikájába, mely a népi irodalmat az egykori Munkás Athenaeum hagyományaival párosította.
A következő esztendőkben felerősödött a népi irodalom minden vonulata, mintegy védekezésül a központosító szocialista politika uniformizáló s így a nemzeti kisebbséget hovatovább háttérbe szorító gyakorlatával szemben. A folklórállag-őrzést Faragó József, ifjabb Kós Károly, Nagy Jenő, Almási István, Jagamas János, Kallós Zoltán és a körülöttük kialakult néprajzi-népzenei iskola segítségével a gyűjtések, tanulmányok, szakmunkák serege biztosította.
Sajátos erdélyi kezdeményezés a Csűry Bálint által elindított nyelvjáráskutatás, amelyet a kolozsvári egyetem magyar tanszékén Szabó T. Attila, Márton Gyula, Gálffy Mózes és tanítványaik végeztek. A szépirodalomban Szabó Gyula, Sütő András és Kányádi Sándor, nyomukban a Forrás-nemzedékbeli Szilágyi Domokos, Farkas Árpád, Magyari Lajos, Király László, Molnos Lajos költészete, a szociográfiában Beke György, riportban és irodalomtörténetben Cseke Péter folytatta a népi irodalom irányvonalát, érvényt szerezve annak az eredendő elvnek, hogy nem a régi életformához és kifejezéshez való visszatérésről, hanem hagyományos gondolati és nyelvi elemeknek a maiság színvonalára történő felemeléséről, táj és nép, jellegzetes típusok bemutatásáról és védelméről van szó. Magasabb tudományos fokon született újjá a falukutató szakirodalom is mind történelmi visszaemlékezésben és népi tárgyválasztásban, mind az új falukép kialakításában, így Imreh Istvánnak a székely faluközösségi múltat feltáró munkái, valamint a Kriterion Könyvkiadó számos néprajzi és társadalomrajzi kiadványa alakjában.
Jelentős szerephez jutott a Nagy Olga, Ráduly János, Sipos Bella lélektanilag elmélyült népiepika-kutatása, Gazda József népi interjúköteteinek sora, Bandi Dezső harca a népi kézművesség korszerű felújításáért, Olosz Ella, Szentimrei Judit népi iparművészete. Országszerte alakultak népi táncegyüttesek, a táncház divatba jött, és gazdag irodalmi vitát váltott ki. Több-kevesebb sikerrel járt a népművészet tiszta értékeinek megmentése. A népi irodalom minden vonatkozásban a nemzetiségi önismeret és önmegvalósítás tudatformáló eszközévé vált, s túl is élte a kisebbségellenes homogenizáló törekvéseket.
A népi irodalom folyamatossága nem volt zavartalan. Az 1950-es évek balos dogmatizmusa a magyarországi népi írók, Tamási Áron elhallgattatásával s a népi művelődés hol "nacionalista", hol "fajvédő" vádak alapján történt megbélyegzésével útját állta a népi irányzat továbbfejlesztésének. A vádak más és más formában később is visszatértek a népi eredetiséget és nemzeti sajátosságot tagadó irodalmi viták során, s a népiség reneszánszának elvi kétségbevonásakor egy-egy újabb, az uralomra kevesebb veszéllyel járó divathullám is hozzájárult a honi gyökerektől való elidegenedéshez. Ugyanekkor a népi kultúra falusi feltételeinek rohamos változása, az általános urbanizálódás és gazdasági technicizálódás következtében nemcsak a hagyományok átmentése akadt el, hanem jelentkezett egy népi giccskultúra, a selejtes színpadi és üzleti torzítások, a hamisított folklorizmus veszélye is, főleg a Megéneklünk, Románia néven magának hivatalos propagandakeretet is létrehozó "kultúrforradalom" révén. Ezért jutott előtérbe Huszár Sándor kérdésfeltevése a népi kultúra jövőjéről, majd a foklorizmus hibáinak bizonyos fokig el is túlzott bírálata a Péntek János előszavával megjelent Néphagyományok új környezetben c. – hasznos vitát kiváltó – gyűjteményben.

## 1989 után
A népi irodalom csak a falurombolással (pl. Bözödújfalu) és a nemzeti kisebbségek teljes felszámolásával fenyegető nemzetállami pártdiktatúra bukása után juthatott újra érvényre, most már intézményes alapokra helyezve a népi értékek megőrzését s velük a nemzeti sajátosság művészi méltóságát. A Kriza János Néprajzi Társaság megszületése 1990-ben, nemkülönben a kolozsvári egyetem magyar tanszékének kibővítése a néprajz szakkal, új lehetőséget biztosít a hagyományok tudományos rögzítése számára, s az 1985-ben megszüntetett Művelődés újraindult folyama a népi irodalom termékeny fórumává válik. Az általános – már a falvakban is bekövetkező – városiasodás, a társadalmi és gazdasági, technikai és kulturális változás új vizsgálódást, élményfeldolgozásokat, irodalmi ihleteket igényel.
Elsőrendű közügyi feladattá vált az erdélyi magyar tömegeket nemzeti létük tudatára ébreszteni, s ezen a magasabb szinten alkalmassá tenni az új lehetőségek felé nyíló világ mondandóinak befogadására. Ennek tesz eleget az RMDSZ politikai s az EMKE művelődési téren, amikor a történelmi önazonosság tudatának kifejlesztésére a népi hagyományok ápolását akár a nemzet, akár a más nemzetekkel való együttélés történelmi emlékeztetéseivel köti össze.